# Каво Бентивољио (Ровиго)
Каво Бентивољио је насеље у Италији у округу Ровиго, региону Венето.
Према процени из 2011. у насељу је живело 28 становника. Насеље се налази на надморској висини од 9 м.